# 刘谦 (唐朝)
刘谦（9世纪？—894年），《新唐書》作劉知謙，字内光，唐朝末年时人，原籍蔡州上蔡县。

## 生平
其父刘安仁迁居福建，以经商为生。刘谦从军於南海（治所在今廣東省廣州市），为牙校，職位低微，但容貌氣度非常出眾，当时的嶺南東道節度使韦宙把一個姪女嫁給了他。韦宙的妻子嫌劉謙卑微，韦宙说：“此人非常流也，他日我子孙或可依之。”後因邀击黄巢有功，882年任封州（治所在今廣東省新興縣）刺史、贺江镇遏使，有士卒万人，战舰百余艘。
894年，刘谦死，留有三子，妻子韋氏（韦宙的姪女）所生刘隐、刘台，妾段氏所生劉巖。刘隐继位，劉隱征戰四方，兵強馬壯，朱溫封為南海王。
917年，劉隱歿後，劉巖稱帝，國號漢，史稱為南漢。追尊劉谦為圣武皇帝，廟號代祖。

## 身世争议
藤田豐八在1935年认为他是大食（阿拉伯帝國）商人后裔，从西亚到福建泉州，谎称河南上蔡籍，而唐宋蕃客中刘姓多为伊斯兰的穆斯林。
藤田氏此说遭桑原隲藏质疑。桑原认为，关于宋元祐间广州蕃坊娶宗女的刘姓人为阿拉伯人的说法，不能用以证明南汉刘氏是阿拉伯人的后裔，相反，宋元祐间广州蕃客的刘姓，可能是南汉所赐。陈寅恪在1939年撰文《劉復愚遺文中年月及其不祀祖問題》考證，「家世无九品之官，四海无强大之亲，父子俱以儒学进仕至中书舍人礼部尚书，而不祭祀先祖，及籍贯纷歧，而俱贾胡（註：通商的胡人）侨寄之地三端，推证之如此。」，然而據現代考證發現藤田豐八與陳寅恪的說法並不合理，指出劉谦家族是來自淮北地區的漢族人。